# Оксид марганца(VI)
Оксид марганца(VI)(триоксид марганца, озонид марганца VI) — неорганическое соединение, оксид металла марганца с формулой MnO3,
тёмно-красное аморфное вещество,
реагирует с водой.

## Получение
- Образуется при конденсации фиолетовых паров, выделяемых при нагревании раствора перманганата калия в серной кислоте:

{\displaystyle {\mathsf {4KMnO_{4}+2H_{2}SO_{4}\ {\xrightarrow {T}}\ 4MnO_{3}+2K_{2}SO_{4}+O_{2}+2H_{2}O}}}

## Химические свойства
- Разлагается при нагревании:

{\displaystyle {\mathsf {2MnO_{3}\ {\xrightarrow {50^{o}C}}\ 2MnO_{2}+O_{2}}}}
- Реагирует с водой:

{\displaystyle {\mathsf {3MnO_{3}+H_{2}O\ {\xrightarrow {}}\ 2HMnO_{4}+MnO_{2}}}}
- С щелочами образует соли — манганаты:

{\displaystyle {\mathsf {MnO_{3}+2NaOH\ {\xrightarrow {}}\ Na_{2}MnO_{4}+H_{2}O}}}